# Chapman (Maine)
Chapman – miasto w Stanach Zjednoczonych, w stanie Maine, w hrabstwie Aroostook.